# Frank McCallum
Frank McCallum, britanski general, * 1900, † 1983.